# Col·legi Sant Salvador Horta
El Col·legi Sant Salvador Horta és un col·legi catalogat com a monument del municipi de Santa Coloma de Farners (Selva) inclòs en l'Inventari del Patrimoni Arquitectònic de Catalunya.

## Edifici
Es tracta d'un edifici de coberta inclinada, vessant amb caiguda a la façana, de dues plantes, en forma d'ela, en l'aresta de la qual hi ha una torre més alta i de planta circular que estructura i ordena l'esquema funcional i formal de l'escola.
Totes les obertures de l'edifici són rectangulars, simples, a la part de darrere n'hi ha alguna de circular i a la façana que dona a la carretera, a la planta baixa algunes de les obertures són quadrades amb arc de mig punt. La fusteria està pintada en blau i contrasta amb el color crema de la paret arrebossada. Hi ha una planta subterrània amb estructura a base de voltes, amb un porxo.

## Parvulari
Es tracta d'un edifici de tres plantes, d'estructura de pilastres amb carreus de granit acurats i parets mestres de carreus sense escairar. L'edifici ocupa una illa de cases de manera que té diverses entrades: dues al c/ Ave Maria i una al c/ Clavell. Va ser construït a finals del segle xix sobre un antic convent del qual encara conserva l'antiga capella, que va ser seu de l'arxiu municipal.
La façana del carrer Clavell té el parament sense arrebossar, les obertures són amb arc rebaixat i envoltades de rajol, amb una petita barana al davant les del primer i segon pis. A la planta baixa, hi ha tres finestres i una porta, també d'arc rebaixat. Els grans finestrals estan protegits per reixes de ferro forjat. A l'esquerra d'aquesta façana, segueix un mur de pedra vista que arriba fins al xamfrà del carrer i envolta el pati. És en aquest mur on hi ha altres portes d'accés al recinte, una d'elles metàl·lica i l'altre de fusta, més gran, amb marc de rajols i arc cec rebaixat. al damunt.
Si es va a l'altre carrer paral·lel, l'Ave Maria, la façana segueix la mateixa estructura però està totalment reformada, es troba arrebossada i pintada només la part de la planta baixa, on les obertures són amb arcs carpanells a diferència de les de les del primer i segon pis que són rectangulars. Pel costat esquerre, entrant en un petit pati a través d'una porta metàl·lica hi havia l'accés a l'Arxiu Municipal. Aquest espai corresponia a la capella de la qual es conserva, a la part superior, el campanar d'espadanya, també reformat i arrebossat.
El conjunt és un volum de planta quadrada amb finestres a tot el voltant i un pati tancat per un mur que el rodeja, dins el qual hi ha una altra edificació de nova construcció. L'interior de l'edifici ha anat varian al llarg dels anys segons les seves necessitats.

## Història
Al segle xviii, el municipi comptava amb una escola de nens de primera ensenyança. A finals del s. XIX les escoles públiques s'ubicaven provisionalment als locals del carrer del Prat i posteriorment del carrer Verdaguer (antic carrer Nou). Era un tema que preocupava al consistori. El 1916 s'iniciaren els tràmits per construir una escola pública àmplia i no va ser fins al 1919 quan s'arribà a un conveni amb la Caixa de Pensions de Barcelona per a la construcció de les escoles a l'avinguda del parc de Sant Salvador. L'any 1920 es va inaugurar el Grup Escolar, amb la flamant construcció a l'inici del passeig Sant Salvador.
L'edifici original va ser projectat per l'arquitecte Lluís Planas, amb plànols signats a Barcelona de l'any 1918 i inaugurat el 1920. En aquest projecte de les Escoles de Santa Coloma, de 1918, només constava una planta baixa. Trenta anys més tard s'amplià i es reformà aixecant un altre pis. La reforma la va fer l'arquitecte Joaquim Iglésias l'any 1948 i s'inaugurava el 1953.
Es conserva el Plànol de les obres d'adaptació provisional de les escoles fet per l'arquitecte Joaquim Iglesias, l'agost 1934, i hi ha documentació a l'Arxiu de Santa Coloma amb les despeses i pressupostos. Els plànols valien 3.006,35 ptes.
El parvulari havia sigut el convent de monges del Cor de maria, i les primeres escoles per nenes. Posteriorment va ser institut de Batxillerat i actualment és la Llar d'Infants i pàrvuls del Col·legi Sant Salvador Horta.
A Santa Coloma hi va haver nombroses comunitats religioses dedicades a l'ensenyament. El 1856 les religioses del Cor de Maria s'encarregaren de l'escola pública de nenes. El 1957 l'escola tenia 230 nenes i les monges llogaren un local al carrer Nou. Més tard, l'any 1860, van comprar una casa al carrer d'en Joli (l'actual Anselm Clavé), que servia d'escola, habitatge i oratori públic. El 1867 van fer obres per arranjar aquesta casa i al cap de deu anys, compraven el solar de darrere, al carrer Sant Sebastià. El 1896 fan una nova construcció al solar del carrer Ave Maria, unes obres que es van allargar fins al 1901 que van inaugurar el nou col·legi i convent al carrer Ave Maria, on residiren fins a la seva marxa definitiva el 1975. Aquest edifici es va utilitzar com a institut, el 1981-1982 s'impartien les primeres classes de B.U.P.
Des dels anys noranta fins a finals del 2004, la capella de l'edifici va ser seu de l'Arxiu Històric Comarcal de Santa Coloma de Farners. Traslladat l'any 2004 al carrer Francesc Camprodon, 79.